# Attaque de Mangaïzé
Notes
58 prisonniers délivrés par les djihadistes
Guerre du Sahel
Batailles
- Tlemss
- 1re Tilwa
- Tabankort
- Ouraren
- Adrar Bouss
- Agadez et Arlit
- Tchibarakaten
- Mangaïzé
- Tazalit
- 1re Bani Bangou
- 2e Tilwa
- Wanzarbé
- Abala
- Midal
- 1re Tongo Tongo
- 1re Ayorou
- 2e Tongo-Tongo
- Baley Beri
- 1re Inates
- 2e Inates
- Sanam
- Chinégodar
- 2e Ayorou
- 2e Bani Bangou
- Taroun
- Torodi
- Adabda
- Intagamey
- Koutougou
- Tabatol
- Takanamat
- Teguey
- Chatoumane

L'attaque de Mangaïzé se déroule le 30 octobre 2014 lors de la guerre du Sahel.

## Prélude
Le 30 octobre 2014, un groupe d'hommes armés lance une attaque coordonnée sur trois endroits à Ouallam et ses environs. L'attaque n'est pas revendiquée, mais les assaillants arrivent du nord du Mali. Selon le journaliste mauritanien Lemine Ould Mohamed Salem, l'attaque est vraisemblablement commise par le groupe de Mokhtar Belmokhtar, Al-Mourabitoune.
Les attaques ont lieu simultanément sur trois points ; la prison de la ville de Ouallam, le camp des réfugiés maliens à Mangaïzé, à une soixantaine de kilomètres plus au nord et une patrouille de militaires à Bani Bangou, à une centaine de kilomètres au nord-est de Mangaïzé,.

## Déroulement
L'attaque commence au camp de Mangaïzé, où 6 000  à   9 000 réfugiés sont présents. À 5 heures du matin (04h00 GMT), les assaillants ouvrent le feu sur le poste de sécurité du camp. Les réfugiés ne sont pas directement visés, mais la plupart d'entre eux commencent à fuir dès les premiers coups de feu. 16 djihadistes arrivés avec huit motos, chacune transportant deux hommes, prennent part à la fusillade et incendient le poste de sécurité. Après le combat, les djihadistes paradent dans le village puis ils se replient en direction du Mali,,.
À 6 heures du matin (05h00 GMT), un deuxième groupe, lourdement armé et transporté par des pick-ups, attaque la prison de la ville de Ouallam. Les djihadistes prennent le contrôle du bâtiment et délivrent 58 prisonniers, parmi lesquels figurent plusieurs islamistes qui avaient combattu avec le MUJAO. Les assaillants se replient ensuite, poursuivis par les renforts envoyés par les forces armées nigériennes,.

## Pertes et bilan
Selon un communiqué conjoint des ministères de la Défense et de l'Intérieur, le bilan de l'attaque est de cinq policiers, deux gendarmes, deux gardes nationaux tués, deux gendarmes, un policier et un garde blessés et un gendarme, un garde et un policier portés disparus.
Les neuf membres des forces de sécurité tués lors des combats l'ont été à Mangaïzé, aucun mort n'est recensé dans l'attaque de la prison de Ouallam.
De son côté, le ministre de la Justice et porte-parole du gouvernement, Marou Amadou, indique que deux assaillants ont été tués, et quatre autres faits prisonniers. Il fait également état de la mort d'une femme lors de l'attaque.
Selon le Haut Commissariat des Nations unies pour les réfugiés (HCR), deux civils ont été également blessés par des balles perdues dans le camp de réfugiés de Mangaïzé.